# 1506
Rok 1506 (MDVI) byl nepřestupný rok, který podle juliánského kalendáře započal ve čtvrtek.
Podle islámského kalendáře nastal dne 3. června rok 912. Podle židovského kalendáře došlo k přelomu let 5266 a 5267. 

## Události
- 22. leden – Švýcarská garda přijíždí do Vatikánu, aby sloužila pro papeže Julia II.
- 18. duben – Papež Julius II. pokládá základní kameny Baziliky Svatého Petra .
- 19.–21. dubna – Lisabonský masakr: ve španělském Lisabonu byly tisíce Židů zajato a popraveno katolickými kněžími
- 30. dubna – Malus Intercursus, smlouva mezi králem Jindřichem VII. Anglickým a vévodou Filipem IV. Burgundským, je podepsána.
- 17. června vypukl v ulici Kovářská (Flašnéřská) na Novém městě v Praze požár, který zničil přes dvacet domů. Spáleniště (zčásti nezastavěné ještě roku 1511) dalo ulici nový název – Spálená.[1]
- 27. července – Mezi Rakouskem a Španělskem je podepsána Villafáfilská smlouva.
- 6. srpen – Bitva u Kletsku: Litevské velkoknížectví poráží Tatary z Krymského chanátu.
- 19. srpen – Na polském trůnu střídá svého bratra Zikmund I. Starý.
- 6. listopad – Papež Julius II. osobně vede své vojsko do Bologni a získává město zpět od exkomunikovaného tyrana Giovanni II. Bentivoglio.
- 2. září – Jeonsangun je sesazen z trůnu. Na korejský trůn usedá jako nový král Jungjong.

#### Neznámé datum
- Petr IV. z Rožmberka nařídil opustit Dívčí kámen, největší z rožmberských hradů.
- Židé vypovězeni z královských Budějovic.
- Fernão de Magalhães přistál v Indii.
- Afonso de Albuquerque jmenován guvernérem Portugalské Indie.
- Mnichov se stává hlavním městem Bavorska.
- Portugalci poprvé přistáli na ostrově Madagaskar.
- Konkvistador Pedro de Araňa dováží do Západní Indie cukrovník. Ten se pak prostřednictvím jezuitských misionářů dostává do Brazílie a Severní Ameriky a plantáže těchto zemí se nadlouho stávají dodavateli cukru pro celou Evropu.

## Vědy a umění
- v Benátkách vydána Bible benátská, první česky psaná Bible vytištěná v zahraničí.
- Albrecht Dürer namaloval slavný obraz Růžencová slavnost, který je ve sbírkách pražské Národní galerie.
- Leonardo Da Vinci dokončil většinu práce na obraze Mony Lisy.

## Narození

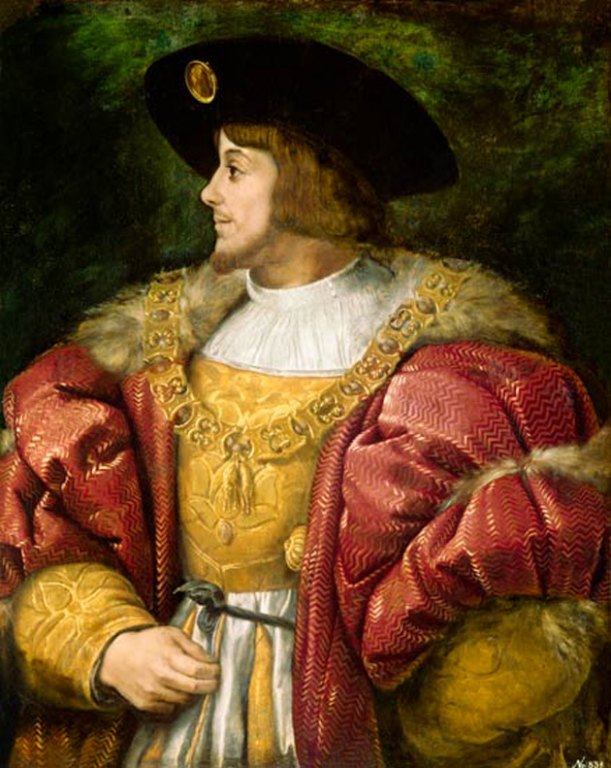
Ludvík Jagellonský (* 1. července)

- 15. února – Juliana ze Stolbergu, matka Viléma I. Oranžského († 18. června 1580)
- 3. března – Ludvík Portugalský, portugalský princ a syn krále Manuela I. († 27. listopadu 1555)
- 7. duben – sv. František Xaverský († 1552)
- 1. července – Ludvík Jagellonský, král český a uherský († 29. srpna 1526)
- neznámé datum
  - Blahoslavený Petr Faber, společník svatého Ignáce z Loyoly při zakládání jezuitského řádu († 1. srpna 1546)
  - Nikolaus Federmann, německý conquistador († 1542)
  - Domingo Martínez de Irala, španělský conquistador († 30. října 1556)
  - Roxelana, manželka tureckého sultána Sulejmana Nádherného († 17. dubna 1558)
  - Jerónimo Osório, portugalský teolog, humanista a historik († 20. srpna 1580)
  - Kuej Jou-kuang, čínský spisovatel působící v říši Ming († 1571)

## Úmrtí

#### České země
- 31. ledna – Jan II. Smiřický ze Smiřic, šlechtic a zakladatel housecké větve Smiřických ze Smiřic (* 1470)
- 1. července – Matěj Rejsek, stavitel, sochař a kameník (* 1445/50)
- 26. července – Anna de Foix a Candale, česká a uherská královna (* 1484)
- neznámé datum
  - Jan VI. Ratibořský, šlechtic a ratibořský kníže (* asi 1484)
  - Mikuláš VII. Ratibořský, šlechtic a ratibořský kníže (* asi 1483)

#### Svět
- 21. ledna – Jan IV. Roth, římskokatolický biskup (* 30. listopadu 1426)
- 20. května – Kryštof Kolumbus, objevitel Ameriky (* 1451)
- 15. srpna – Alexander Agricola, vlámský hudební skladatel (* 1446)
- 19. srpna – Alexandr Jagellonský, polský král (* 5. srpna 1461)
- 26. srpna – Seššú Tójó, japonský tušový malíř (* 1420)
- 13. září – Andrea Mantegna, italský renesanční malíř (* 1431)
- 30. září – Beatrix Portugalská, portugalská infantka (* 13. června 1430)
- 25. září – Filip I. Kastilský, rakouský arcivévoda, burgundský vévoda, kastilský spolukrál (* 22. červenec 1478)
- neznámé datum
  - Andrea Bregno, italský renesanční sochař (* 1418)
  - Čhödag Gjamccho, 7. karmapa Karma Kagjü, jedné ze škol tibetského buddhismu (* 1454)

Kryštof Kolumbus                       († 20. května)
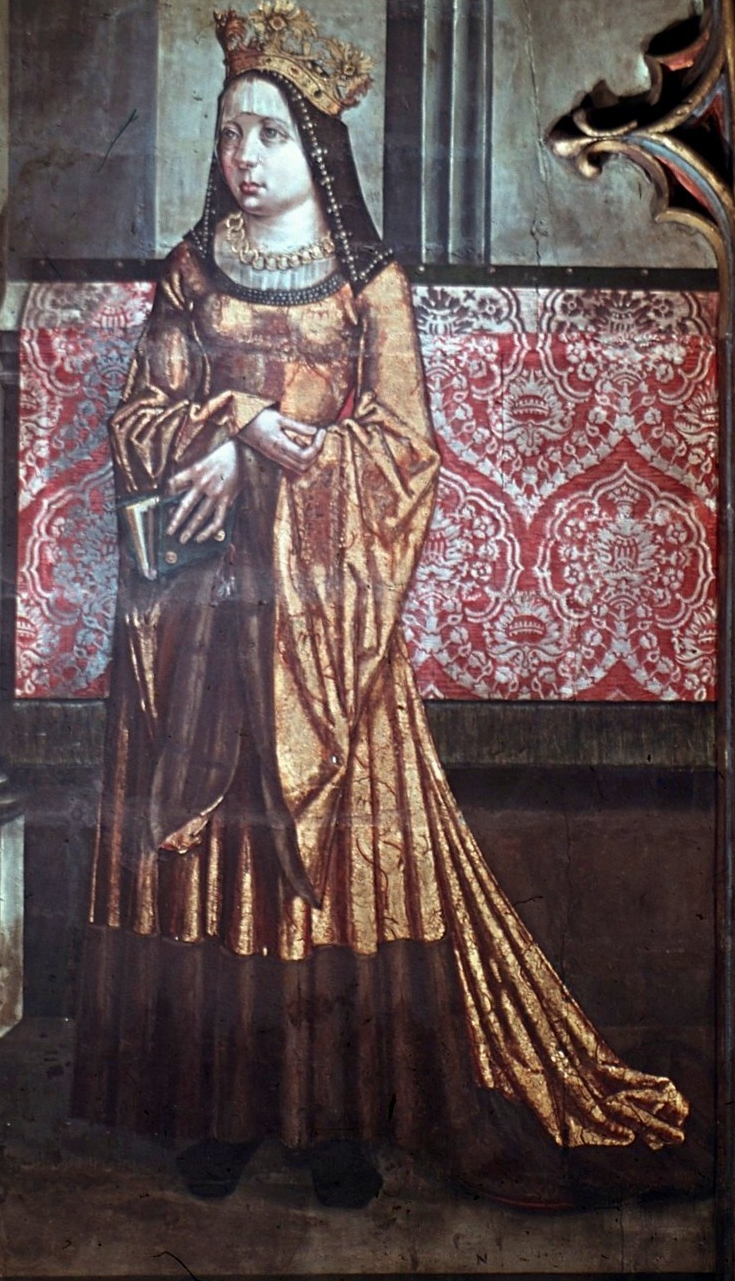
Anna z Foix a Candale († 26. července)
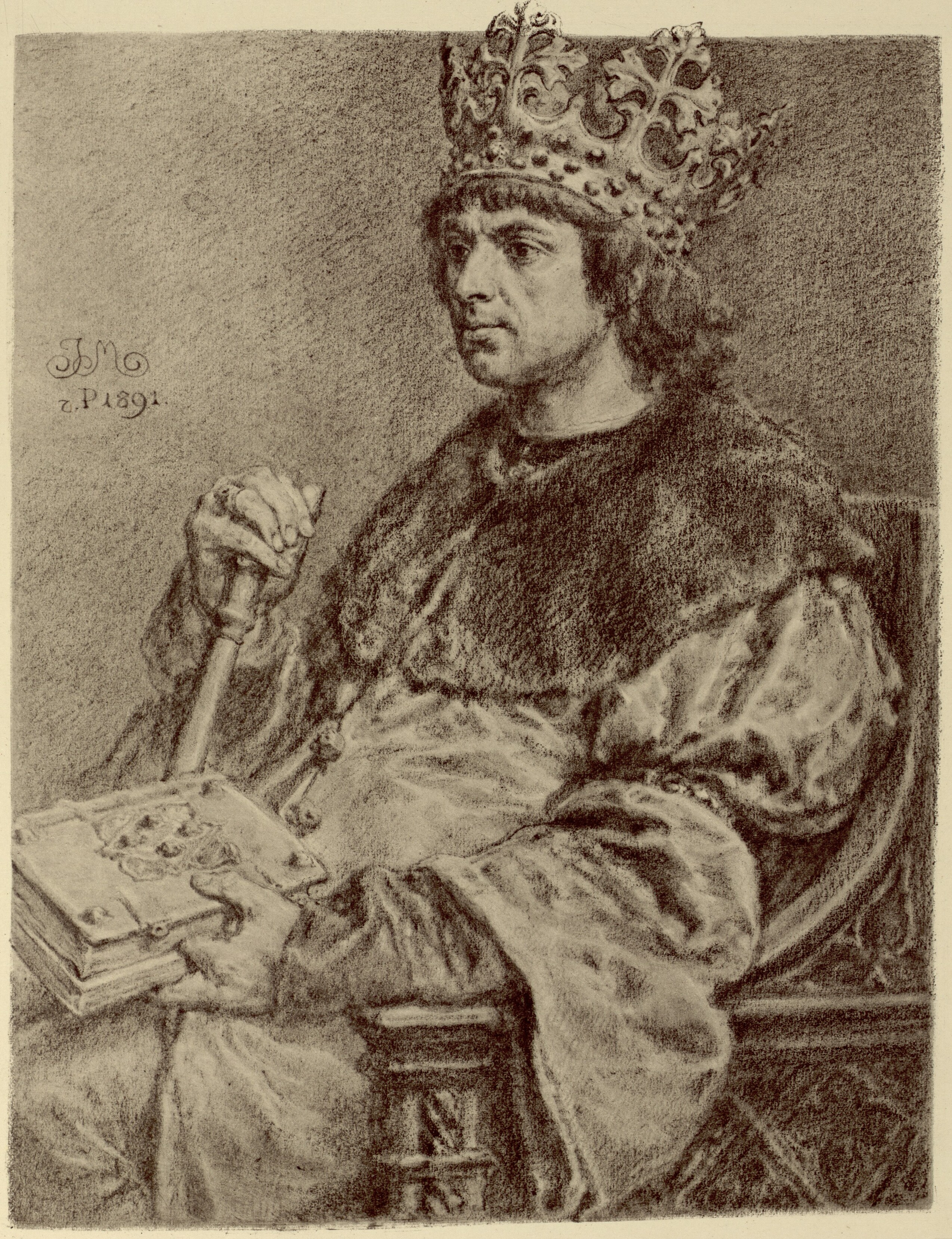
Alexandr I. Jagellonský († 19. srpna)
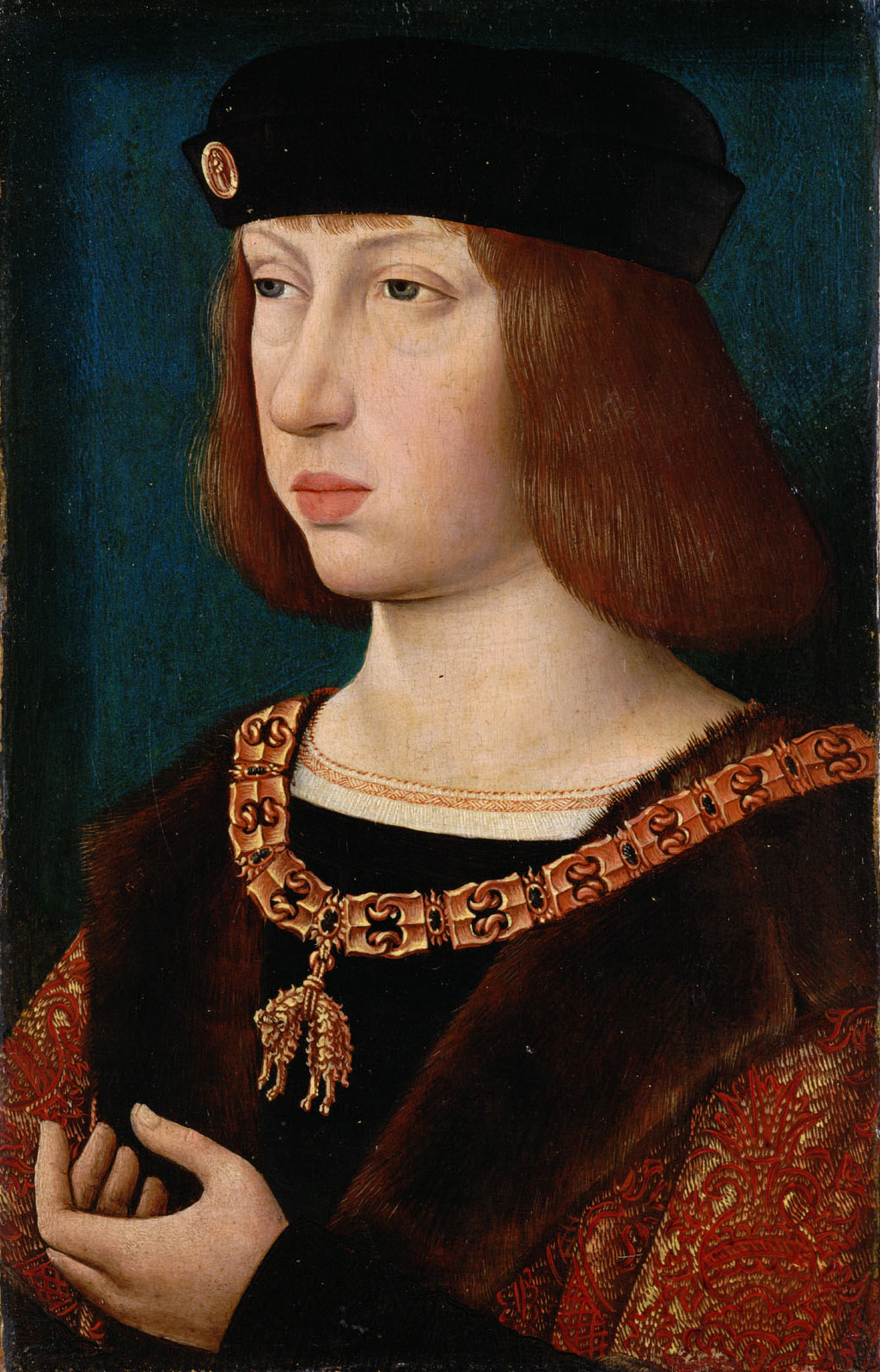
Filip I. Kastilský               († 25. září)
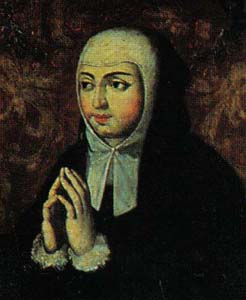
Beatrix Portugalská                  († 30. září)

## Hlavy států
- České království – Vladislav Jagellonský
- Svatá říše římská – Maxmilián I.
- Papež – Julius II.
- Anglické království – Jindřich VII. Tudor
- Francouzské království – Ludvík XII.
- Polské království – Alexandr Jagellonský – Zikmund I. Starý
- Uherské království – Vladislav Jagellonský
- Perská říše – Ismail I.